# Julian Bashir
Julian Bashir, nome completo Julian Subatoi Bashir, soprannoniminato Jules dai genitori, è un personaggio immaginario dell'universo fantascientifico di Star Trek. Appare nella serie televisiva Star Trek: Deep Space Nine interpretato dall'attore britannico Alexander Siddig. Il dottor Julian Bashir è l'ufficiale medico a bordo della stazione spaziale Deep Space Nine e in seguito anche della nave stellare USS Defiant.

## Storia del personaggio

### Infanzia e gioventù
Di origini arabe, Julian nacque sulla Terra nel 2341, unico figlio di Amsha e Richard Bashir. Da bambino era affetto da un handicap che gli impediva ancora all'età di sei anni di "distinguere un cane da un gatto, un albero da una casa", senza contare anche un fisico gracile e problemi di coordinazione motoria. Afflitti dalla condizione del figlio, nel 2348 i genitori decisero di portarlo di nascosto su Adigeon Primo dove venne sottoposto alla formazione accelerata dei condotti neurali critici: venne sottoposto cioè a interventi di ingegneria genetica volti a conferirgli capacità mentali e fisiche superiori alla norma, interventi però illegali nel territorio federale a causa delle guerre eugenetiche. Successivamente la famiglia si trasferì sul pianeta Invernia II per iniziare una nuova vita. Julian, tenuto all'oscuro di tutto, scoprirà di essere stato geneticamente modificato solo all'età di 15 anni e questo causerà una scissione fra lui e i suoi genitori. Da quel momento, pur consapevole di avere maggiori capacità, Julian preferì non metterle in mostra: nella sua carriera scolastica e universitaria cercò non eccellere quasi mai, sfruttando al minimo la propria intelligenza e facendo appositamente errori proprio per sembrare più "normale". 
Pur essendo un promettente tennista (fu capitano della squadra di racketball dell'Accademia per sette anni), Julian scelse di dedicarsi alla medicina, passione che aveva fin da prima di venire potenziato e che si era rafforzata all'età di 10 anni, quando aveva visto morire una sua amica a causa delle radiazioni di una tempesta ionica. Alla facoltà di medicina Julian ottenne risultati brillanti, ma risultò il secondo del suo corso poiché all'esame finale confuse una fibra preganglica con un nervo postganglico: questo suo ingenuo errore non influì sul suo umore o sulla sua carriera, e lo stesso Julian lascia intendere che lo sbaglio fu volontario, perché non voleva essere "il primo della classe".

### SuDeep Space Nine
Nel 2369 viene trasferito sulla stazione spaziale Deep Space Nine come ufficiale medico capo. Sin da subito, Julian rimane affascinato da Jadzia Dax, per poi innamorarsene. Non perderà occasione di corteggiarla in maniera a volte insistente, ma nonostante i suoi sforzi non sarà ricambiato, seppur lei lo consideri un caro amico. Bashir fa la conoscenza di tutti gli ufficiali della stazione e stringe una particolare amicizia con Miles O'Brien, il capo ingegnere, sebbene quest'ultimo fosse all'inizio infastidito dalla sua vivace parlantina.
Julian e Miles si vedono regolarmente nel bar di Quark per giocare a freccette o partecipare a battaglie del passato ricreate nelle sale ologrammi. Condividono inoltre la passione per il tennis e nella terza stagione hanno disputato anche qualche incontro.
Julian è forse l'unico sulla stazione ad aver instaurato, col tempo, un legame di fiducia e amicizia con il Cardassiano Elim Garak, in genere visto con diffidenza dagli altri.
Il potenziamento genetico di Julian verrà scoperto solo nella quinta stagione, durante un'indagine sulla sua vita privata effettuata a scopo cautelativo per poter adoperare la sua figura come modello per un nuovo prototipo di Medico olografico. Il padre di Bashir si farà carico delle accuse mosse al figlio e accetterà di farsi incarcerare per due anni per evitare a quest'ultimo la radiazione dalla Flotta Stellare, pena prevista per le persone geneticamente modificate; in tal modo Bashir potrà continuare ad esercitare la sua professione.
Una volta scoperto che è geneticamente modificato, la commissione medica della Flotta Stellare gli chiederà di cercare di aiutare quattro Umani potenziati, due uomini e due donne, sottoposti anche loro in giovane età a interventi illegali di eugenetica, interventi però eseguiti in modo maldestro, tanto che i quattro pazienti ne erano usciti psichiatricamente deviati. In seguito riuscirà a riparare il danno genetico a uno di loro, una ragazza di nome Serina, portandola ad avere una vita normale, seppur caratterizzata da un'intelligenza superiore. I due si innamoreranno ma lei, ingenua del mondo e sopraffatta da emozioni che non ha mai sperimentato, deciderà di partecipare a uno stage scientifico, lasciando Julian.
Bashir, fra la terza e la quinta stagione, ha una breve relazione con la ragazza daboo Leeta, poi nella settima stagione con Ezri Dax. 
La misteriosa Sezione 31 si interessa alle sue particolari caratteristiche fisiche e psicologiche; egli, che sul ponte ologrammi ha sempre preferito oloromanzi sullo stile delle storie di James Bond, ne rimane un po' affascinato, ma rifiuterà decisamente ogni collaborazione a causa dei loro metodi di azione che spesso vanno al di là dell'etica.

## Caratteristiche
Oltre ad essere un medico competente, Julian ha un carattere affabile, cordiale e simpatico.
È contraddistinto da ottimismo e sfrenato entusiasmo per la sua professione, fatti attribuiti soprattutto alla sua giovane età (nella prima stagione ha 27 anni). Malgrado le difficoltà iniziali, si ambienta subito su Deep Space Nine, dove ha la possibilità di esercitare la cosiddetta "medicina di frontiera". Adora stare in compagnia ed è estremamente loquace, al punto da risultare talvolta fastidioso agli altri ufficiali (in particolare Kira Nerys e O' Brien). 
Julian è un romantico ed è molto sensibile al fascino femminile: quando non è in servizio lo si vede spesso flirtare con qualche ragazza (non sempre con successo) e fatica nascondere bene i propri sentimenti quando è davvero innamorato, finendo per esserne influenzato anche sul lavoro. Col tempo si rende conto che quello che prova per Jadzia Dax non è semplice attrazione e sebbene in seguito accetti di restarle amico, in cuor suo rimane amareggiato dal suo rifiuto, soprattutto quando lei inizia la sua felice (seppur breve) relazione con Worf. Solo nella settima stagione la successiva ospite di Dax, Ezri, gli confesserà che Jadzia era segretamente attratta da lui e che se non avesse conosciuto Worf, avrebbero anche potuto mettersi insieme.
Julian custodisce gelosamente il suo vecchio orsacchiotto di peluche, di nome Kukalaka, a cui è rimasto affezionato perché proprio su di lui eseguì il suo primo intervento chiururgico, ricucendogli le zampe.
Nel corso degli anni, complice lo scoppio della Guerra del Dominio, Bashir diventa gradualmente più serio, riflessivo e pragmatico, specie quando deve prendere decisioni importanti. Cessa anche di nascondere la sua intelligenza superiore, dal momento che tutti ormai ne sono a conoscenza.
Julian ha molti hobby, ma i più importanti sono le freccette (gioco in cui sfida ripetutamente Miles), il tennis e il ponte ologrammi. I programmi olografici che preferisce sono:
- l'agente segreto Julian Bashir, programma in cui lui è un agente segreto simile a 007, e il suo peggior nemico è Falcon, ruolo coperto solitamente da Miles. Nell'episodio Bashir, Julian Bashir della quarta stagione Julian rimane intrappolato in questo programma;
- bar di Vic, programma che rappresenta il bar del carismatico cantante Vic Fontaine, ologramma che aiuterà Kira Nerys e Odo a fidanzarsi. Questo programma viene utilizzato in molti episodi e anche nell'episodio finale, dove si tengono i festeggiamenti per la sconfitta del Dominio;
- Battaglia di Alamo, programma che rappresenta appunto la battaglia e la conquista di Alamo.

## Interpreti
Il dottor Bashir è interpretato in tutti gli episodi che lo vede presente da Alexander Siddig; nelle prime tre stagioni di Star Trek: Deep Space Nine l'attore viene accreditato con il nome di Siddig El Fadil, mentre dalla quarta stagione viene accreditato come Alexander Siddig. Il personaggio di Bashir è doppiato in tutte e sette le stagioni da Gianni Bersanetti.
Nella vita reale, Siddig è stato sposato dal 1997 al 2001 con Nana Visitor, interprete del maggiore Kira Nerys, dalla quale ha avuto un figlio (partorito durante le riprese della quinta stagione; la gestazione non è stata nascosta durante le riprese della serie, ma è stata inserita nella trama con la gestazione surrogata del figlio di Miles e Keiko O'Brien). Bashir e Kira ebbero un momento di intimità anche sul set, sebbene in quell'occasione fossero entrambi sotto l'influsso della Febbre Zanthi di Luaxanna Troi.

## Filmografia

### Televisione
- Star Trek: The Next Generation - serie TV, episodio 6x16 (1993)
- Star Trek: Deep Space Nine - serie TV, 173 episodi (1993-1999)
- Alone Together: A DS9 Companion - miniserie TV, 4 episodi (2020)

## Libri (parziale)

### Romanzi
- (EN) Greg Cox e John Gregory Betancourt, Devil in the Sky, collana Star Trek: Deep Space Nine, n. 11, New York, Pocket Books, 1995, ISBN 0671881140.
- (EN) Diane Carey e Ronald D. Moore, Trials and Tribble-Ations, collana Star Trek: Deep Space Nine, New York, Pocket Books, 1996, ISBN 0671009028.
- (EN) William Shatner, Judith Reeves-Stevens e Garfield Reeves-Stevens, The Return, collana Star Trek, New York, Pocket Books, 1997, ISBN 067152609X.
- (EN) David Mack, Zero Sum Game, collana Star Trek: Typhon Pack, n. 1, New York, Pocket Books, 2010, ISBN 1439160791.
- (EN) David Mack, A Ceremony of Losses, collana Star Trek: Typhon Pack, n. 11, New York, Pocket Books, 2013, ISBN 1476722269.
- (EN) David Mack, Disavowed, collana Star Trek: Section 31, New York, Pocket Books, 2014, ISBN 1476753083.
- (EN) David Mack, Control, collana Star Trek: Section 31, New York, Pocket Books, 2017, ISBN 1501151703.

## Videogiochi
- Star Trek: Deep Space Nine - The Fallen (2000)
- Star Trek Online (2010)
- Star Trek Timelines (2020)